# District de Newry and Mourne
Le district de Newry and Mourne (Newry and Mourne District en anglais et Ceantar an Iúir agus Mhúrn en gaélique d’Irlande), officiellement appelé Newry and Mourne (An tIúr agus Múrna en gaélique d’Irlande), est un ancien district de gouvernement local d’Irlande-du-Nord.
Créé en octobre 1973, il fusionne avec le district de Down en mars 2015 pour créer un autre district de gouvernement local, Newry, Mourne and Down.

## Géographie
Le district est situé dans les comtés d’Armagh et de Down.

## Histoire
Un district de gouvernement local (local government district en anglais) du nom de Newry et de Mourne est créé le 17 juillet 1972 par le Local Government (Boundaries) Order (Northern Ireland) du 20 juin 1972. Les institutions du district entrent en vigueur à compter du 1er octobre 1973 au sens du Local Government Act (Northern Ireland) du 23 mars 1972.
Newry est érigé en cité par lettres patentes du 14 mai 2002,. Le conseil du district, qui accepte de recevoir le statut le 26 février 2003, choisit de conserver le nom de « district de Newry and Mourne » (Newry and Mourne District)..
La majeure partie des territoires des districts de Down et de Newry and Mourne sont réunis par le Local Government (Boundaries) Act (Northern Ireland) du 23 mai 2008. La cité résultant de la fusion des anciens districts, Newry, Mourne and Down, est créée à compter du 1er avril 2015 par le Local Government (Boundaries) Order (Northern Ireland) du 30 novembre 2012.

## Administration

### Conseil
Le Newry and Mourne District Council, littéralement, le « conseil du district de Newry and Mourne », est l’assemblée délibérante du district de Newry and Mourne, composée de 30 membres (1973-2015), appelés les conseillers (councillors).
Un maire (mayor) et un vice-maire (deputy mayor) sont élus parmi les conseillers à l’occasion de chaque réunion générale annuelle du conseil de la cité.

### Circonscriptions électorales
Le district de gouvernement local est divisé en autant de sections électorales (wards en anglais) que de conseillers. Celles-ci sont distribuées par zone électorale de district (district electoral area).
| Zone                           | 1973-1985,                                                                        | 1985-1993                                                                                     | 1993-2015                                                                                     |
| ------------------------------ | --------------------------------------------------------------------------------- | --------------------------------------------------------------------------------------------- | --------------------------------------------------------------------------------------------- |
| Première zone et ses sections  | A (5 sièges)                                                                      | Crotlieve (7 sièges)                                                                          | Crotlieve (7 sièges)                                                                          |
| Première zone et ses sections  | - Annalong - Binnian - Cranfield - Kilkeel - Lisnacree                            | - Ballycrossan - Clonallan - Mayobridge - Rathfriland - Rostrevor - Seaview - Spelga          | - Burren and Kilbroney - Clonallan - Derryleckagh - Mayobridge - Rostrevor - Seaview - Spelga |
| Deuxième zone et ses sections  | B (4 sièges)                                                                      | The Fews (6 sièges)                                                                           | The Fews (6 sièges)                                                                           |
| Deuxième zone et ses sections  | - Ballycrossan - Clonallan - Rostrevor - Seaview                                  | - Bessbrook - Camlough - Derrymore - Donaghmore - Newtownhamilton - Tullyhappy                | - Bessbrook - Camlough - Derrymore - Donaghmore - Newtownhamilton - Tullyhappy                |
| Troisième zone et ses sections | C (4 sièges)                                                                      | The Mournes (5 sièges)                                                                        | The Mournes (5 sièges)                                                                        |
| Troisième zone et ses sections | - Donaghmore - Drumgath - Rathfriland - Spelga                                    | - Annalong - Binnian - Kilkeel Central - Kilkeel South - Lisnacree                            | - Annalong - Binnian - Kilkeel Central - Kilkeel South - Lisnacree                            |
| Quatrième zone et ses sections | D (7 sièges)                                                                      | Newry Town (7 sièges)                                                                         | Newry Town (7 sièges)                                                                         |
| Quatrième zone et ses sections | - Ballybot - Bessbrook - Daisy Hill - Derrymore - Drumalane - Fathom - Tullyhappy | - Ballybot - Daisy Hill - Drumalane - Drumgullion - St. Mary’s - St. Patrick’s - Windsor Hill | - Ballybot - Daisy Hill - Drumalane - Drumgullion - St. Mary’s - St. Patrick’s - Windsor Hill |
| Cinquième zone et ses sections | E (6 sièges)                                                                      | Slieve Gullion (5 sièges)                                                                     | Slieve Gullion (5 sièges)                                                                     |
| Cinquième zone et ses sections | - Belleek - Camlough - Creggan - Crossmaglen - Forkhill - Newtownhamilton         | - Creggan - Crossmaglen - Fathom - Forkhill - Silver Bridge                                   | - Creggan - Crossmaglen - Fathom - Forkhill - Silver Bridge                                   |
| Sixième zone et ses sections   | F (4 sièges)                                                                      |                                                                                               |                                                                                               |
| Sixième zone et ses sections   | - Drumgullion - St. Mary’s - St. Patrick’s - Windsor Hill                         |                                                                                               |                                                                                               |